# كليرمون فيران (دائرة إدارية)
كليرمون-فيران (بالفرنسية: Arrondissement de Clermont-Ferrand)‏ هي دائرة إدارية فرنسية، في فرنسا، تقع في بوي دي دوم، بلغ عدد سكانها 351,528  نسمة وذلك حسب إحصائيات سنة 2015، عاصمتها كليرمون فيران، تبلغ مساحتها 1,796 كيلومتر مربع.

## التقسيمات الإدارية
- Canton of Billom [الإنجليزية]‏
- canton of Bourg-Lastic  [لغات أخرى]‏
- canton of Clermont-Ferrand-Est  [لغات أخرى]‏
- canton of Clermont-Ferrand-Nord  [لغات أخرى]‏
- canton of Clermont-Ferrand-Sud  [لغات أخرى]‏
- canton of Clermont-Ferrand-Sud-Ouest  [لغات أخرى]‏
- canton of Herment  [لغات أخرى]‏
- Canton of Pont-du-Château [الإنجليزية]‏
- كانتون روشفورت مونتاني  [لغات أخرى]‏
- canton of Saint-Amant-Tallende  [لغات أخرى]‏
- canton of Saint-Dier-d'Auvergne  [لغات أخرى]‏
- canton of Vertaizon  [لغات أخرى]‏
- canton of Veyre-Monton  [لغات أخرى]‏
- Canton of Vic-le-Comte [الإنجليزية]‏
- canton of Clermont-Ferrand-Centre  [لغات أخرى]‏
- canton of Clermont-Ferrand-Nord-Ouest  [لغات أخرى]‏
- canton of Clermont-Ferrand-Ouest  [لغات أخرى]‏
- canton of Clermont-Ferrand-Sud-Est  [لغات أخرى]‏
- Canton of Aubière [الإنجليزية]‏
- Canton of Beaumont [الإنجليزية]‏
- كانتون شاماليير [الإنجليزية]‏
- Canton of Cournon-d'Auvergne [الإنجليزية]‏
- Canton of Gerzat [الإنجليزية]‏
- canton of Montferrand  [لغات أخرى]‏
- canton of Royat  [لغات أخرى]‏.